# Foussignac
Foussignac est une commune du Sud-Ouest de la France, située dans le département de la Charente (région Nouvelle-Aquitaine).
Ses habitants s'appellent les Foussignacais et les Foussignacaises.

## Géographie

### Localisation et accès
Le bourg de Foussignac est situé 5 kilomètres au nord-est de Jarnac, le chef-lieu de son canton dont elle est limitrophe, et 23 km à l'ouest d'Angoulême.
La commune est située dans la zone d'appellation contrôlée cognac, dans le cru Fins Bois.
Le bourg est aussi à 4 km au sud-est de Sigogne, 8 km au sud-ouest de Rouillac, 11 km à l'ouest d'Hiersac, 16 km à l'est de Cognac, sa sous-préfecture.
La N 141 entre Angoulême, Cognac et Saintes, maillon de la route Centre-Europe Atlantique, traverse le sud de la commune et passe à 1,5 km du bourg. La D 55, la D 66 et la D 90 se croisent au bourg.
La gare la plus proche est celle de Jarnac, desservie par des TER à destination d'Angoulême, Cognac, Saintes et Royan.

### Hameaux et lieux-dits
Les principaux hameaux sont Ransanne, Beurac, les Brunetières, Cors et le Brillac.
Le petit hameau du Chai des Pères, situé au nord de la commune, tire son nom d'une ancienne construction, qui existe encore et qui appartenait autrefois aux moines bénédictins de l'abbaye de Bassac.

### Communes limitrophes
|               | Vaux-Rouillac | Fleurac        |
| Sigogne       | Foussignac    | Mérignac       |
| Les Métairies | Jarnac        | Triac-Lautrait |

### Géologie et relief
Foussignac occupe un plateau calcaire qui s'abaisse doucement vers le sud, et qui appartient au Portlandien (Jurassique supérieur),,.
Le hameau de Cors, au nord, occupe le point le plus élevé, à une altitude de 114 m, et l'ancienne route nationale d'Angoulême à Saintes, qui forme la limite méridionale de la commune, occupe le bas de la commune. Mais le point le plus bas est à 24 m, situé un peu plus à l'ouest sur la limite communale entre Beurac et Ransanne.

### Hydrographie

#### Réseau hydrographique

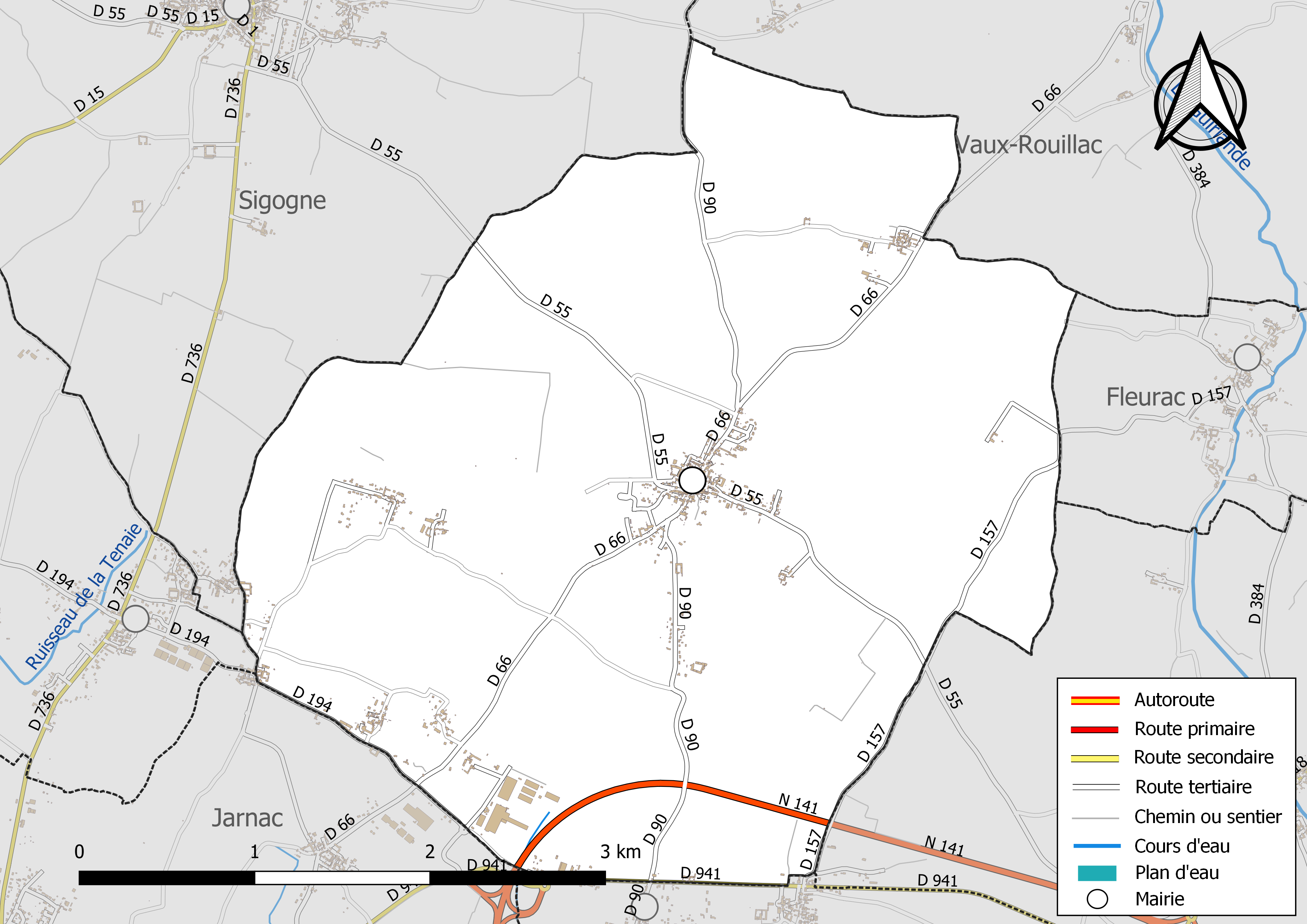
Réseaux hydrographique et routier de Foussignac.

La commune est située dans le bassin versant de la Charente au sein  du Bassin Adour-Garonne. Elle est drainée par le ruisseau de la Gorre,.
Un petit ruisseau, la Belloire, qui manque d'eau pendant une grande partie de l'année, prend sa source dans le sud de la commune et se dirige vers la Charente.

#### Gestion des eaux
Le territoire communal est couvert par le schéma d'aménagement et de gestion des eaux (SAGE) « Charente ». Ce document de planification, dont le territoire correspond au bassin de la Charente, d'une superficie de 9 300 km2, a été approuvé le 19 novembre 2019. La structure porteuse de l'élaboration et de la mise en œuvre est l'établissement public territorial de bassin Charente. Il définit sur son territoire les objectifs généraux d’utilisation, de mise en valeur et de protection quantitative et qualitative des ressources en eau superficielle et souterraine, en respect des objectifs de qualité définis dans le troisième SDAGE  du Bassin Adour-Garonne qui couvre la période 2022-2027, approuvé le 10 mars 2022.

### Climat
Comme dans les trois quarts sud et ouest du département, le climat est océanique aquitain.

## Urbanisme

### Typologie
Au 1er janvier 2024, Foussignac est catégorisée commune rurale à habitat dispersé, selon la nouvelle grille communale de densité à 7 niveaux définie par l'Insee en 2022.
Elle est située hors unité urbaine et hors attraction des villes,.

### Occupation des sols
L'occupation des sols de la commune, telle qu'elle ressort de la base de données européenne d’occupation biophysique des sols Corine Land Cover (CLC), est marquée par l'importance des territoires agricoles (90 % en 2018), en diminution par rapport à 1990 (92,2 %). La répartition détaillée en 2018 est la suivante : 
cultures permanentes (66,3 %), terres arables (13,6 %), zones agricoles hétérogènes (10,1 %), forêts (5,6 %), zones urbanisées (3,3 %), zones industrielles ou commerciales et réseaux de communication (1 %). L'évolution de l’occupation des sols de la commune et de ses infrastructures peut être observée sur les différentes représentations cartographiques du territoire : la carte de Cassini (XVIIIe siècle), la carte d'état-major (1820-1866) et les cartes ou photos aériennes de l'IGN pour la période actuelle (1950 à aujourd'hui).

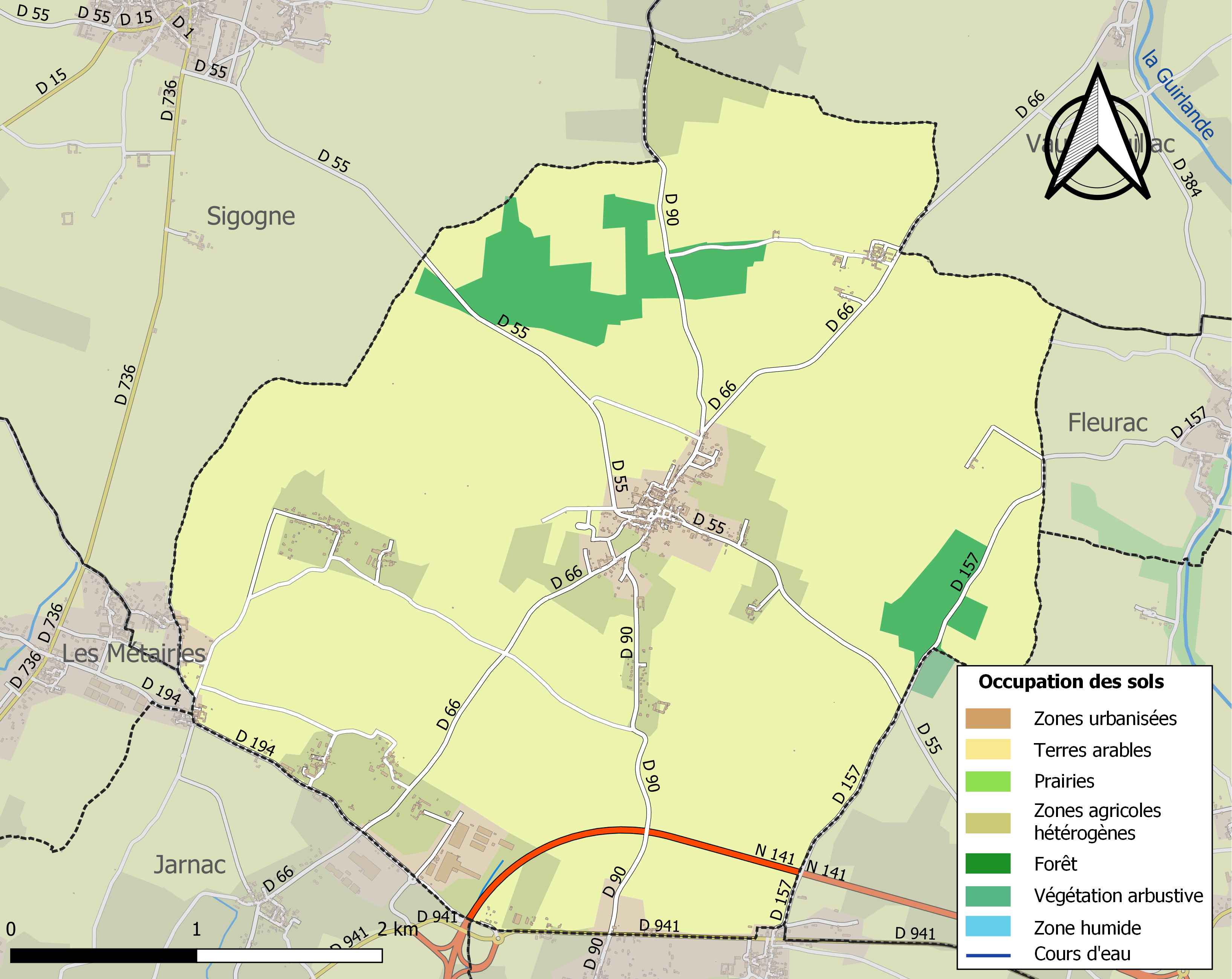
Carte des infrastructures et de l'occupation des sols de la commune en 2018 (CLC).

### Risques majeurs
Le territoire de la commune de Foussignac est vulnérable à différents aléas naturels : météorologiques (tempête, orage, neige, grand froid, canicule ou sécheresse), mouvements de terrains et séisme (sismicité modérée). Il est également exposé à un risque technologique,  le transport de matières dangereuses. Un site publié par le BRGM permet d'évaluer simplement et rapidement les risques d'un bien localisé soit par son adresse soit par le numéro de sa parcelle.

#### Risques naturels

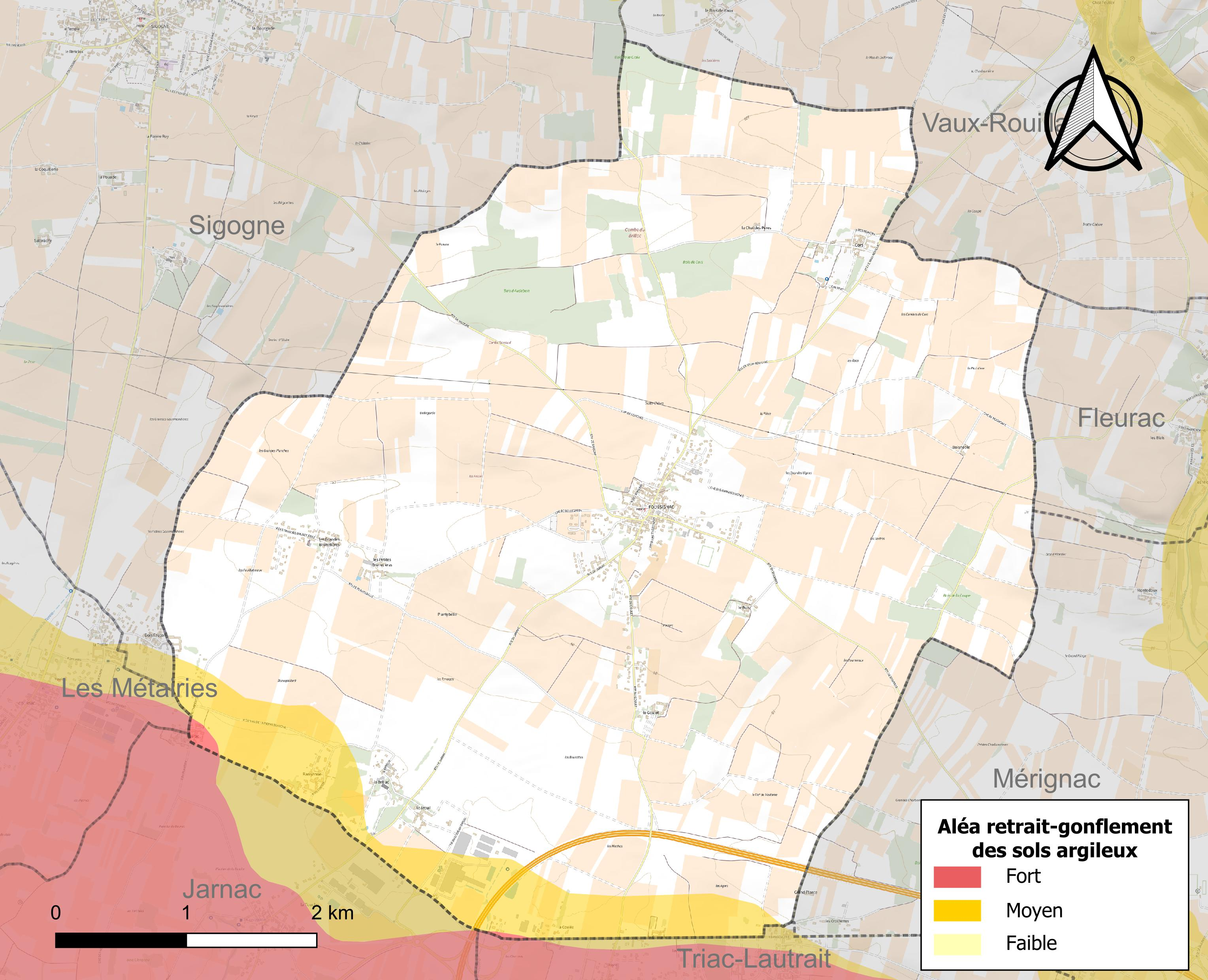
Carte des zones d'aléa retrait-gonflement des sols argileux de Foussignac.

Les mouvements de terrains susceptibles de se produire sur la commune sont des affaissements et effondrements liés aux cavités souterraines (hors mines). Par ailleurs, afin de mieux appréhender le risque d’affaissement de terrain, l'inventaire national des cavités souterraines permet de localiser celles situées sur la commune.
Le retrait-gonflement des sols argileux est susceptible d'engendrer des dommages importants aux bâtiments en cas d’alternance de périodes de sécheresse et de pluie. 6,5 % de la superficie communale est en aléa moyen ou fort (67,4 % au niveau départemental et 48,5 % au niveau national). Sur les 307 bâtiments dénombrés sur la commune en 2019,  44 sont en aléa moyen ou fort, soit 14 %, à comparer aux 81 % au niveau départemental et 54 % au niveau national. Une cartographie de l'exposition du territoire national au retrait gonflement des sols argileux est disponible sur le site du BRGM,.
Par ailleurs, afin de mieux appréhender le risque d’affaissement de terrain, l'inventaire national des cavités souterraines permet de localiser celles situées sur la commune.
La commune a été reconnue en état de catastrophe naturelle au titre des dommages causés par les inondations et coulées de boue survenues en 1982, 1999 et 2016. Concernant les mouvements de terrains, la commune a été reconnue en état de catastrophe naturelle au titre des dommages causés par des mouvements de terrain en 1999.

#### Risques technologiques
Le risque de transport de matières dangereuses sur la commune est lié à sa traversée par une ou des infrastructures routières ou ferroviaires importantes ou la présence d'une canalisation de transport d'hydrocarbures. Un accident se produisant sur de telles infrastructures est susceptible d’avoir des effets graves sur les biens, les personnes ou l'environnement, selon la nature du matériau transporté. Des dispositions d’urbanisme peuvent être préconisées en conséquence.

## Toponymie
Une forme ancienne est Fossinhaco au Moyen Âge.
L'origine du nom de Foussignac remonterait à un personnage gallo-romain Foscinius, dérivé de Foccius ou Fussius, auquel est apposé le suffixe -acum, ce qui correspondrait au « domaine de Fossinius »,.

## Histoire
L'occupation des lieux serait attestée depuis l'époque gallo-romaine.
Des sites antiques ont été retrouvés lors de travaux aux lieux-dits le puits des Anges et les Ajais, ainsi qu'une nécropole antique aux Ajais.
Foussignac est dit « le village aux puits ». Sur la commune, un grand nombre a été répertorié en 2011 par le BRGM. Le puits des Âges, situé aux abords du Chai des Pères (ancienne ferme dépendant de l'abbaye Saint-Étienne de Bassac) est l'un des plus vieux de la région.
Les registres de l'état civil remontent à 1644.

## Administration
| Période                                  | Période  | Identité             | Étiquette | Qualité                       |
| ---------------------------------------- | -------- | -------------------- | --------- | ----------------------------- |
| Les données manquantes sont à compléter. |          |                      |           |                               |
| ?                                        | 1793     | Jean Luce Chevallon  |           |                               |
| ≃1794                                    | ≃1795    | Jean Martin          |           |                               |
| ≃1796                                    | ≃1798    | Christophe Guérin    |           |                               |
| ≃1799                                    | ≃1799    | Jean Druinaud        |           |                               |
| ≃1800                                    | ≃1815    | Pierre Ranson        |           |                               |
| ≃1816                                    | ≃1821    | Jean Dupuy           |           |                               |
| ≃1822                                    | 1855     | Théodore Bussac      |           |                               |
| 1855                                     | 1865     | Charles Ranson       |           |                               |
| 1865                                     | 1870     | Félix Guille fils    |           |                               |
| 1870                                     | ≃1881    | Abel Bussac          |           |                               |
| ≃1881                                    | 1888     | Pierre Favraud       |           |                               |
| 1888                                     | 1900     | Jean Izembert        |           |                               |
| 1900                                     | 1911     | Albert Michaud       |           |                               |
| novembre 1911                            | 1912     | Maurice Pinard       |           |                               |
| 1912                                     | 1919 ?   | Albert Michaud       |           |                               |
| 1919 ?                                   | 1929     | Maurice Pinard       |           |                               |
| 1929                                     | 1942     | Octave Couturier     |           |                               |
| 1942                                     | 1983     | Jean Michaud         |           |                               |
| 1983                                     | 1989     | Michel Sutre         |           |                               |
| 1989                                     | 2001     | Rémi Landier         |           |                               |
| 2001                                     | 2008     | Jean-Pierre Dubreuil |           |                               |
| 2008                                     | 2011     | Christian Paviani    | UMP       | Directeur commercial retraité |
| 2011                                     | En cours | Georges Devige       | SE        | Exploitant agricole           |

### Fiscalité
La fiscalité en 2007 est d'un taux de 14,88 % sur le bâti, 28,82 % sur le non bâti, et 7,57 %  pour la taxe d'habitation.
La communauté de communes de Jarnac prélève la taxe professionnelle au taux 10,26 %.

## Démographie

### Évolution démographique
L'évolution du nombre d'habitants est connue à travers les recensements de la population effectués dans la commune depuis 1793. Pour les communes de moins de 10 000 habitants, une enquête de recensement portant sur toute la population est réalisée tous les cinq ans, les populations de référence des années intermédiaires étant quant à elles estimées par interpolation ou extrapolation. Pour la commune, le premier recensement exhaustif entrant dans le cadre du nouveau dispositif a été réalisé en 2007.

En 2022, la commune comptait 656 habitants, en évolution de +4,46 % par rapport à 2016 (Charente : −0,48 %, France hors Mayotte : +2,11 %).
| 1793 | 1800 | 1806 | 1821 | 1831 | 1841 | 1846 | 1851 | 1856 |
| ---- | ---- | ---- | ---- | ---- | ---- | ---- | ---- | ---- |
| 576  | 648  | 684  | 593  | 650  | 629  | 616  | 657  | 615  |

| 1861 | 1866 | 1872 | 1876 | 1881 | 1886 | 1891 | 1896 | 1901 |
| ---- | ---- | ---- | ---- | ---- | ---- | ---- | ---- | ---- |
| 722  | 706  | 695  | 652  | 581  | 594  | 550  | 517  | 514  |

| 1906 | 1911 | 1921 | 1926 | 1931 | 1936 | 1946 | 1954 | 1962 |
| ---- | ---- | ---- | ---- | ---- | ---- | ---- | ---- | ---- |
| 505  | 422  | 433  | 437  | 407  | 418  | 383  | 418  | 424  |

| 1968 | 1975 | 1982 | 1990 | 1999 | 2006 | 2007 | 2012 | 2017 |
| ---- | ---- | ---- | ---- | ---- | ---- | ---- | ---- | ---- |
| 406  | 488  | 523  | 543  | 551  | 587  | 591  | 592  | 635  |

| 2022 | - | - | - | - | - | - | - | - |
| ---- | - | - | - | - | - | - | - | - |
| 656  | - | - | - | - | - | - | - | - |

### Pyramide des âges
En 2018, le taux de personnes d'un âge inférieur à 30 ans s'élève à 28,5 %, soit en dessous de la moyenne départementale (30,2 %). À l'inverse, le taux de personnes d'âge supérieur à 60 ans est de 29,5 % la même année, alors qu'il est de 32,3 % au niveau départemental.
En 2018, la commune comptait 311 hommes pour 324 femmes, soit un taux de 51,02 % de femmes, légèrement inférieur au taux départemental (51,59 %).
Les pyramides des âges de la commune et du département s'établissent comme suit.
| Hommes | Classe d’âge | Femmes |
| ------ | ------------ | ------ |
| 1,3    | 90 ou +      | 2,2    |
| 4,6    | 75-89 ans    | 5,3    |
| 23,4   | 60-74 ans    | 22,2   |
| 20,7   | 45-59 ans    | 23,3   |
| 19,5   | 30-44 ans    | 20,5   |
| 10,9   | 15-29 ans    | 14,1   |
| 19,6   | 0-14 ans     | 12,5   |

| Hommes | Classe d’âge | Femmes |
| ------ | ------------ | ------ |
| 1      | 90 ou +      | 2,7    |
| 9,2    | 75-89 ans    | 12     |
| 20,6   | 60-74 ans    | 21,3   |
| 20,7   | 45-59 ans    | 20,3   |
| 16,8   | 30-44 ans    | 16     |
| 15,6   | 15-29 ans    | 13,4   |
| 16,1   | 0-14 ans     | 14,3   |

## Économie

### Agriculture
La viticulture occupe une partie importante de l'activité agricole. La commune est classée dans les Fins Bois, dans la zone d'appellation d'origine contrôlée du cognac.
Le village héberge les chais d'une grande maison de négoce. De petits producteurs de cognac et de Pineau des Charentes sont implantés dans le village.

### Tourisme
Depuis 2012, le château du Brillac, qui date du XIXe siècle, fait office de chambres d'hôtes et accueille des évènements, en particulier à partir de 2014 une émission de téléréalité littéraire organisée par les Éditions du Net,.

## Équipements, services et vie locale

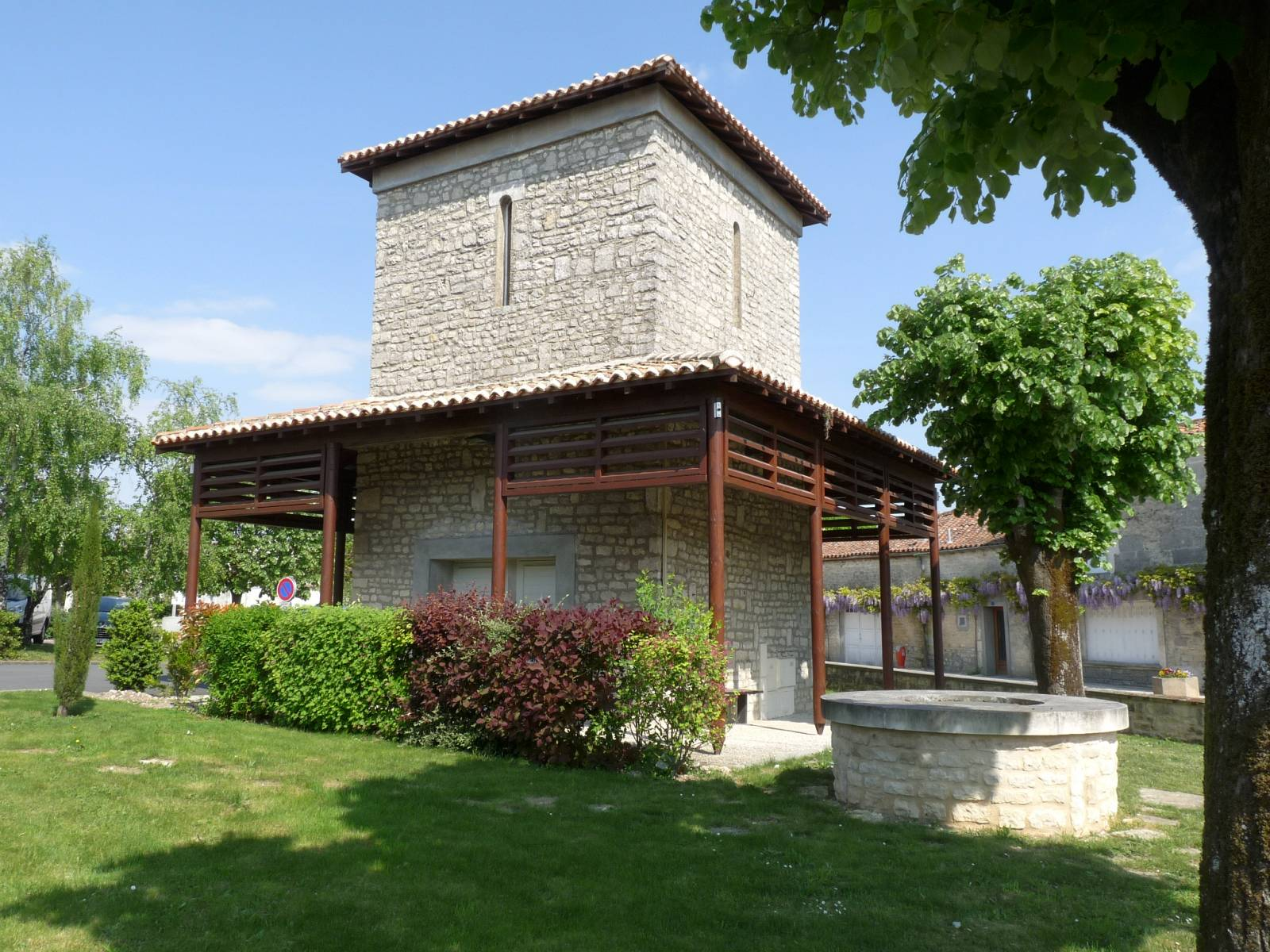
Ancien château d'eau et puits au bourg.

## Culture locale et patrimoine

### Lieux et monuments
L'église paroissiale Saint-Cybard-et-Saint-Laurent était une vicairie perpétuelle, unie à la Chantrerie de Saintes et dépendant de ce diocèse. Un tableau monumental, datant de 1870, de saint Laurent sur le gril siège à l'entrée de l'église et confirme la dédicace de l'église à ce saint. La dédicace à saint Cybard est affirmée par l'abbé Nanglard en 1894 mais rien ne la confirme sur place. Elle a beaucoup souffert durant les guerres de Religion ; aujourd'hui, la nef est couverte de voûtes d'arêtes en briques du XIXe siècle. Le chevet est voûté, comme la nef, sur consoles du XVIIe siècle. La façade à porte nue, surmontée d'une fenêtre et d'un pignon, est épaulée par deux contreforts ; sur l'angle sud-ouest, on voit le départ d'une voûte d'ogives sur consoles, ayant appartenu à une chapelle détruite ; quelques modillons sont visibles au sud de la première travée du chœur.
Le clocher est rectangulaire à deux étages, surmonté d'un toit bas à quatre pans, au-dessus d'un entablement à modillons nus. Ce clocher, du XVIe siècle, domine tout le pays et contient une des cloches de l'abbaye de Bassac. La porte d'entrée porte la date de 1784. L'église a été restaurée au XIXe siècle.

L'église
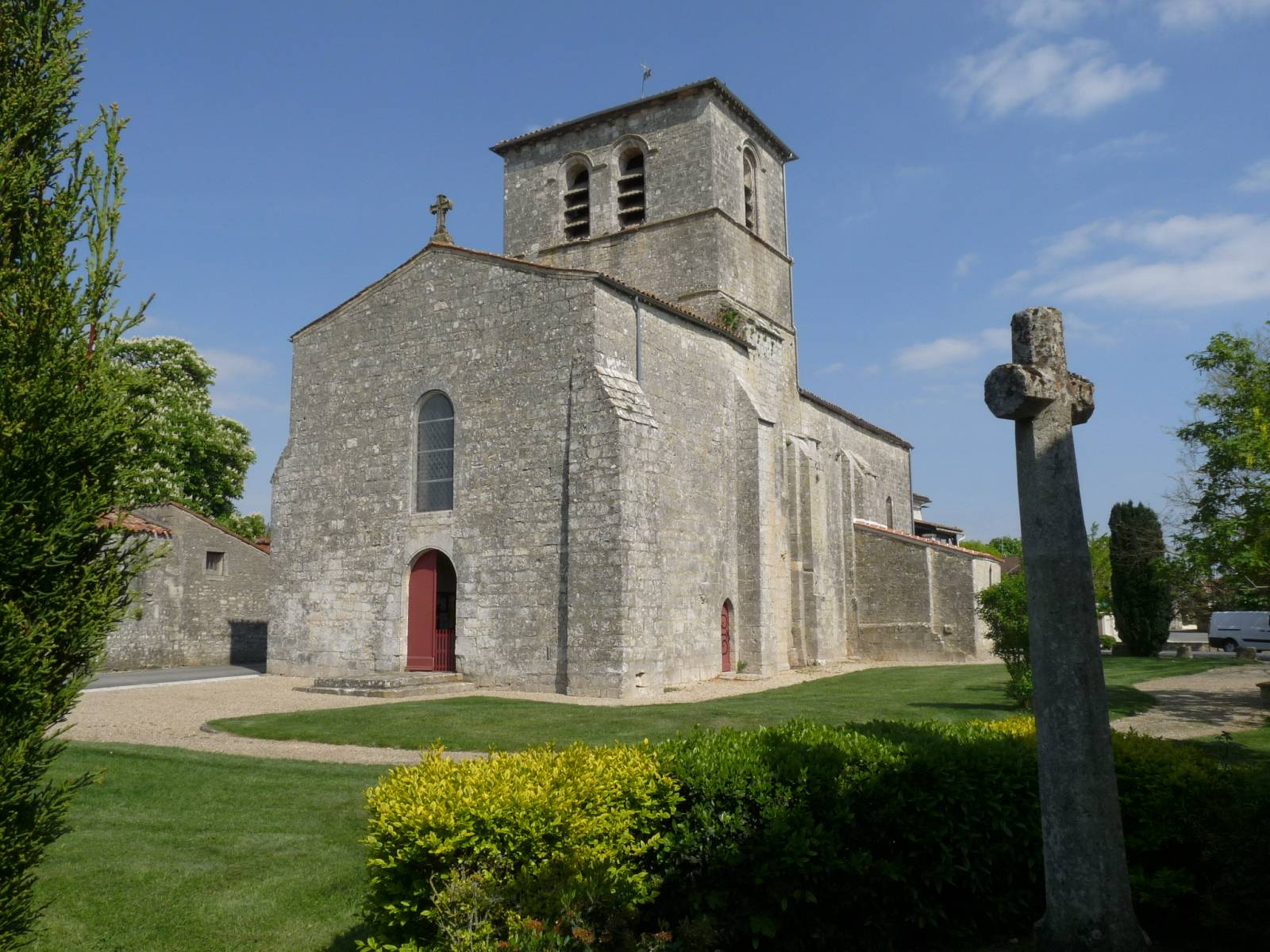
La façade.
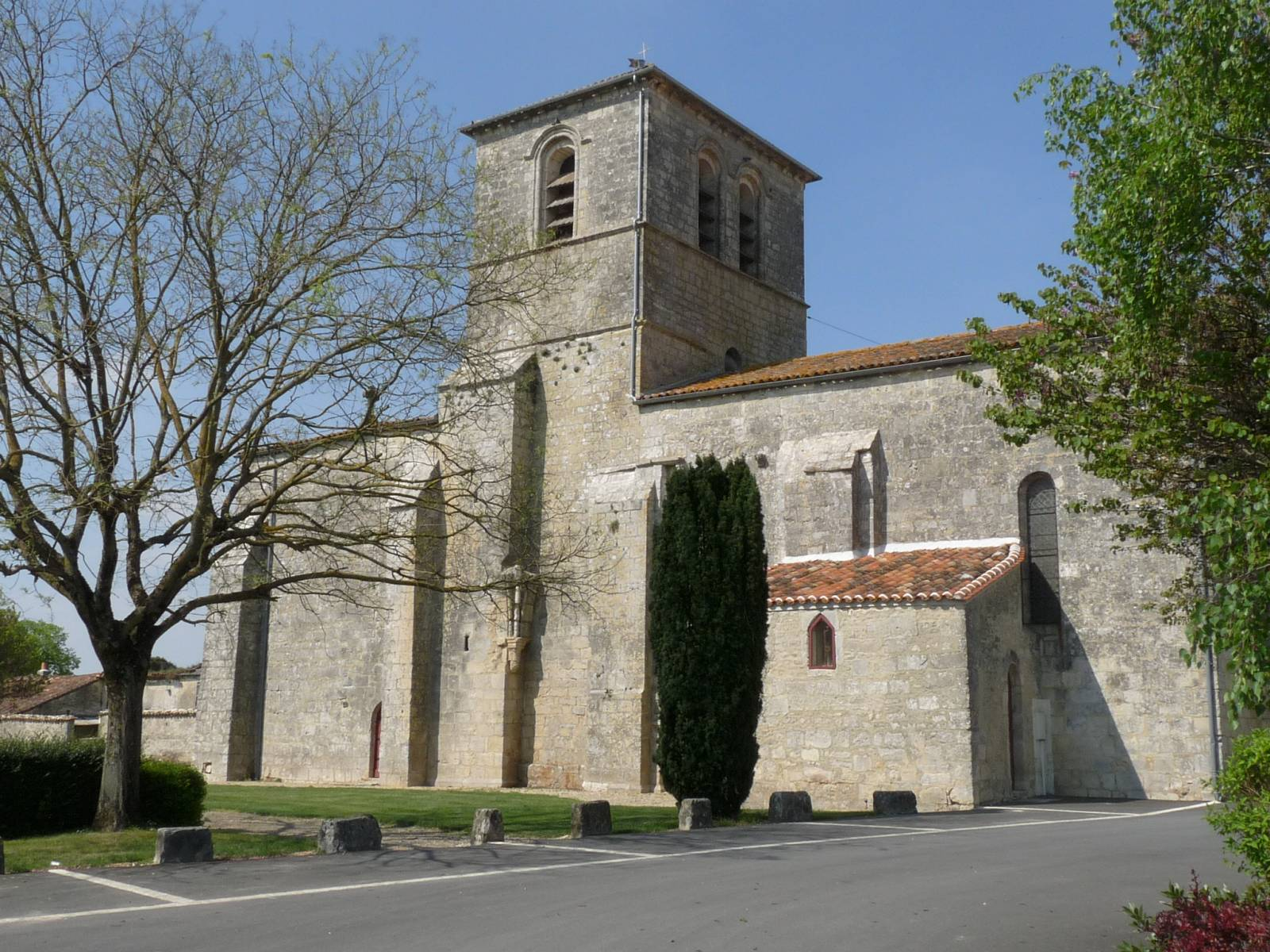
Vue latérale.
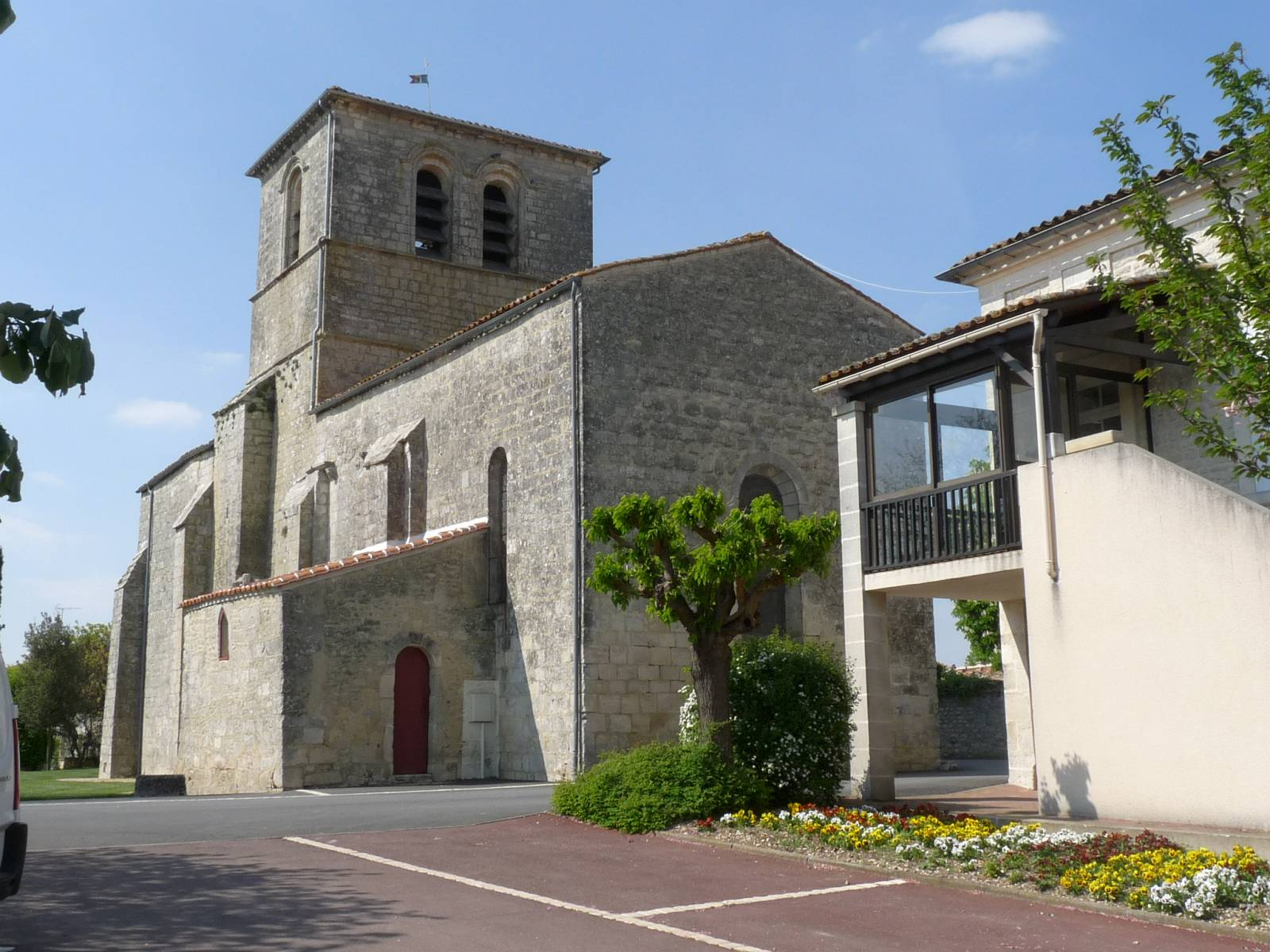
L'arrière.

### Personnalités liées à la commune
- Serge Roullet (1926-2023), petit-fils de Léonce Vieljeux, habitait la commune où il est décédé. Yann Roullet, frère de Serge Roullet, et compagnon de captivité de leur grand-père, est mort pour la France, comme le rappelle le monument aux morts de la commune.

### Héraldique
| Blason de Foussignac | Blason  | NB : Le blason dessiné ci-contre est inexact Trois écus accolés : 1) D'argent à la couronne d'épines de sable, enfermant le mot « PAX » en lettres capitales, entre deux filets alésés en fasce, le tout du même, accompagnée en chef d'une fleur de lis en ombre de sable et en pointes de deux clous de la Passion du même, posés en éventail. 2) D'argent à sept losanges de gueules accolées en deux fasces, 4 et 3. 3) D'azur au cygne nageant d'argent, à l'anneau du même passé autour du cou. |
| Blason de Foussignac | Détails | Le premier écu rappelle l'influence de l'abbaye de Bassac sur la paroisse de Foussignac et plus particulièrement l'influence mauriste. Le deuxième écu reprend un blason de la famille de Lestang, famille importante de la région. Le troisième écu reprend quant à lui un blason de la famille des Âges, autre famille importante de la région. Ce blason a été adopté en 1984 Blason officiel de la commune depuis 1984.                                                                           |